# Isla de Patroclo
Patroclo o Patroklos  (en griego: Πάτροκλος Pátroklos) es el nombre que recibe una isla de Grecia, que forma parte de las Islas Sarónicas en el Mar Egeo. 
Posee una superficie de 2,8 kilómetros cuadrados, midiendo 2,5 km de largo por 1,5 km de ancho y alcanzando una altitud máxima de 240 metros. Administrativamente está integrada en la Periferia de Ática. Se encuentra totalmente deshabitada.